# Alma Sundquist
Alma Maria Katarina Sundquist (1872–1940) va ser una metgessa sueca i una especialista pionera en el tractament de malalties venèries. Activista compromesa pels drets de les dones, va fer campanya per millorar les condicions de treball per a les dones, va abordar els problemes associats a les llars poc higièniques i la prostitució i va promoure la necessitat d'educació sexual per a les noies. Va lluitar pel sufragi femení, contribuint a la reunió inaugural de l'Associació Sueca per al Sufragi de les Dones (FKPR) el juny de 1902. A nivell internacional, el 1919 va representar Suècia a la fundació de l'Associació Internacional de Dones Mèdiques a Nova York i va assistir al Primer Congrés Internacional de les dones treballadores a Washington, D.C. A principis dels anys trenta, en nom de la Societat de Nacions, va ser una de les tres col·laboradores d'un informe sobre el tràfic d'esclaus de dones i nens als països d'Àsia.